# فهرست آثار صادق هدایت
این فهرستی از آثار صادق هدایت (۱۳۳۰–۱۲۸۱) است. این فهرست آثار داستانی و غیرداستانی هدایت و نقاشی‌های او را در بر می‌گیرد.

## کتاب‌ها و جزوه‌ها
- انسان و حیوان. برلین: ایرانشهر. ۱۳۰۳.[۱]
- فوائد گیاهخواری. برلین: ایرانشهر. ۱۳۰۶.[۲]
- مازیار: تاریخ زندگی و اعمال او. با همکاری مجتبی مینوی. تهران. ۱۳۰۷.[۳]
- زنده‌به‌گور (داستان کوتاه). تهران: چاپخانهٔ فردوسی. ۱۳۰۹.[۴]
- پروین دختر ساسان. تهران: کتابخانهٔ فردوسی. ۱۳۰۹.[۵]
- اوسانه. تهران: آریان کوده. ۱۳۱۰.
- انیران. تهران. ۱۳۱۰.[الف]
- سه قطره خون. تهران. ۱۳۱۱.
- اصفهان نصف جهان. تهران: کتابخانهٔ خاور. ۱۳۱۱.[۶]
- سایه روشن. تهران: مطبعهٔ روشنایی. ۱۳۱۲.[۷]
- علویه خانم. تهران. ۱۳۱۲.
- نیرنگستان. تهران. ۱۳۱۲.
- وغ‌وغ ساهاب. با همکاری مسعود فرزاد. تهران. ۱۳۱۳.[۸]
- ترانه‌های خیام. تهران. ۱۳۱۳.
- بوف کور. بمبئی. ۱۳۱۵.
- داستان ناز. تهران: کتابفروشی رازی. آبان ۱۳۱۹. (چاپ شده با نام مستعار)
- سگ ولگرد. تهران: انتشارات بازرگانی نجات. ۱۳۲۱.[۹]
- حاجی آقا. تهران. ۱۳۲۴.
- افسانهٔ آفرینش. پاریس: آدرین مزون نو. ۱۹۴۶.[ب]
- دربارهٔ ظهور و علائم ظهور. تنظیم حسن قائمیان. تهران: امیرکبیر. ۱۳۴۱.[۱۰]
- رباعیات عمر خیام (کتابی اثر صادق هدایت). تهران: کتابخانهٔ بروخیم. ۱۳۰۳.[۱۱]
- البعثة الاسلامیة الی البلاد الافرنجیة.[۱۲]
- ولنگاری

### ترجمه
- گجسته ابالیش. تهران: کتابفروشی ابن سینا. ۱۳۱۸.[پ]
- مردان فرخ (۱۳۲۰). گزارش گمان‌شکن. تهران.[۱۴]
- کافکا، فرانتس (۱۳۲۷). گروه محکومین. تهران. (با حسن قائمیان)
- کافکا، فرانتس (۱۳۲۹). مسخ. گراکوس شکارچی. تهران: زوار. (با حسن قائمیان)[۱۵]
- زند و هومن یسن. تهران: نشر امیرکبیر. ۱۳۱۲.[۱۶]
- کارنامهٔ اردشیر پاپکان. تهران: چاپخانهٔ تابان. ۱۳۱۸.[۱۷]

## در مطبوعات

### داستانی
داستان‌هایی که در نشریات چاپ شده ولی در مجموعه‌داستان‌های منتشرشده در زمان حیات صادق هدایت نیامدند از این قرارند:
- «زبان حال یک الاغ در وقت مرگ». وفا (۵ و ۶). ۱۳۰۳.[۱۸]
- «حکایت با نتیجه». افسانه. سوم (۳۱): ۲–۳. ۲ مرداد ۱۳۱۰.[۱۹]
- «آب زندگی».[۲۰][ت]
- «توپ مرواری». آتشبار. ۱۳۳۲.[۲۱]
- «فردا». پیام نو. خرداد و تیر ۱۳۲۵.
- «سرگذشت ماه». سخن (۱۰): ۷۵۶–۷۶۴. ۱۳۲۴.[۲۲]
- «طلب آمرزش». پیام نو (۱۲): ۲۰–۲۴. ۱۳۲۴.[۲۳]
- «نمایشگاه شرقی». نگین (۴۱): ۳–۵،۷۴. ۱۳۴۷.[۲۴]

#### ترجمه
- شنیتسلر، آرتور (۱۱ اردیبهشت ۱۳۱۰). «کور و برادرش». افسانه. سوم (۴ و ۵).
- لانژ کیلاند، الکساندر (۲۸ اردیبهشت ۱۳۱۰). «کلاغ پیر». افسانه. سوم (۱۱): ۱–۵.[۲۵]
- چخوف، آنتون (۸ تیر ۱۳۱۰). «تمشک تیغ‌دار». افسانه. سوم (۲۳): ۱–۵۱.[۲۶]
- شرو، گاستون (۲۶ تیر ۱۳۱۰). «مرداب حبشه». افسانه. سوم (۲۸): ۱–۴.[۲۷]
- کافکا، فرانتس (مرداد و شهریور ۱۳۲۲). «جلو قانون». سخن (۱۱ و ۱۲): ۵۹۶–۵۹۷.[۲۸]
- «اوراشیما». سخن (۱): ۴۳–۴۵. دی ۱۳۲۳.
- کافکا، فرانتس (۱۳۲۴). «شغال و عرب». سخن (۴): ۲۴۹–۲۵۲.[۲۹]
  - بخش دوم: کافکا، فرانتس (۱۳۲۴). «شغال و عرب». سخن (۵): ۳۴۹–۳۵۱.[۳۰]
- سارتر، ژان پل (دی و بهمن ۱۳۲۴). «دیوار». سخن (۱۱ و ۱۲): ۸۳۳–۸۴۹.[۳۱]
- لسکو، روژه (مهر ۱۳۲۵). «قصهٔ کدو». سخن. سوم (۴).

### غیرداستانی

#### مقدمه‌ها
هدایت بر کتاب‌های زیر مقدمه نوشته‌است:
- گروه محکومین (با عنوان «پیام کافکا»)
- کارخانهٔ مطلق‌سازی. تهران: بنگاه مطبوعاتی سپهر. ۱۳۲۶.[۳۲]
- رباعیات حکیم عمر خیام (با عنوان «مقدمه‌ای بر رباعیات خیام»)

#### ترجمه‌ها
- «شهرستانهای ایران». مهر (۱): ۴۷–۵۵. مهر ۱۳۲۱.
  - بخش دوم: «شهرستانهای ایران». مهر (۲): ۱۲۷–۱۳۱. آبان ۱۳۲۱.
  - بخش سوم: «شهرستانهای ایران». مهر (۳): ۱۶۹–۱۷۵. آذر ۱۳۲۱.
- مورگنشترن، لور (آبان ۱۳۲۵). «هنر ساسانی در غرفهٔ مدالها». سخن. سوم (۵): ۳۸۷–۳۸۲.

##### ترجمه از پهلوی
- «یادگار جاماسب». سخن (۳ و ۴ و ۵). ۱۳۲۲.
- «آمدن شاه بهرام ورجاوند». سخن (۷): ۵۴۰. تیر ۱۳۲۴.[۳۳]

#### سایر نوشته‌های غیرداستانی
- «مرگ». ایرانشهر. چهارم (۱۱): ۶۸۰–۶۸۲. ۱ بهمن ۱۳۰۵.
- «ترانه‌های عامیانه». موسیقی. اول (۶): ۱۷–۲۴. شهریور ۱۳۱۸.
- «ترانه‌های عامیانه فارسی». موسیقی. اول (۷): ۱۷–۲۸. مهر ۱۳۱۸.[ث]
- «چایکووسکی». موسیقی (۳): ۲۵–۳۲. خرداد ۱۳۱۹.
- «در پیرامون لغت فرس اسدی». موسیقی (۸). آبان ۱۳۱۹.
- «شیوهٔ نوین در تحقیق ادبی». موسیقی (۱۱ و ۱۲). بهمن و اسفند ۱۳۱۹. (چاپ شده با نام مستعار)
- «شیوه‌های نوین در شعر فارسی». موسیقی (۳). خرداد ۱۳۲۰. (چاپ شده با نام مستعار)
- «آب زندگی». تهران. ۱۳۲۳.
- «فلکلر یا فرهنگ توده». سخن (۳ تا ۶).
- «چند نکته دربارهٔ ویس و رامین». پیام نو (۹ و ۱۰). مرداد و شهریور ۱۳۲۴.
- «خط پهلوی و الفبای صوتی». سخن (۸ و ۹). شهریور و مهر ۱۳۲۴.
- «فردا». پیام نو. دوم (۷ و ۸). خرداد و تیر ۱۳۲۵.
- «جاده نمناک». فردوسی (۸۳۱): ۱۹. ۱۳۴۶.[۳۴]

##### نوشته‌ها به زبان فرانسوی
- « Sampingué », Journal de Téhéran, 1324.
- « Lunatique », Journal de Téhéran, 1324.
- « La magie en Perse », La magie en Perse, Juillet 1926.

## طرح‌ها و نقاشی‌ها
| نگاره | عنوان        | توضیحات |
| ----- | ------------ | ------- |
|       | دختر روستایی |         |
|       | زنی با سبد   |         |
|       | تولستوی      |         |
|       | اهورامزدا    |         |
|       | زن کوبیسم    |         |
|       | کنار رودخانه |         |
|       | منظره        |         |
|       | آهوی تنها    |         |
|       | آهوی کوهی    |         |

## گردآوری
- «بلبل سرگشته»